# Winchester, Nevada
Winchester là một khu vực chỉ định điều tra dân số (CDP) thuộc quận Clark, tiểu bang Nevada, Hoa Kỳ có một phần Las Vegas Strip. Cộng đồng này nằm ở phía nam Las Vegas. Theo điều tra dân số của Cục điều tra dân số Hoa Kỳ năm 2000, thành phố có dân số 26.958 người. Được thành lập với tên gọi Paradise A vào tháng 4 năm 1951, sau đó được đổi tên thành Winchester vào năm 1953.